# Oorbeek
Oorbeek is een dorp in de Belgische provincie Vlaams-Brabant en een deelgemeente van Tienen. Oorbeek was een zelfstandige gemeente tot aan de gemeentelijke herindeling van 1971.

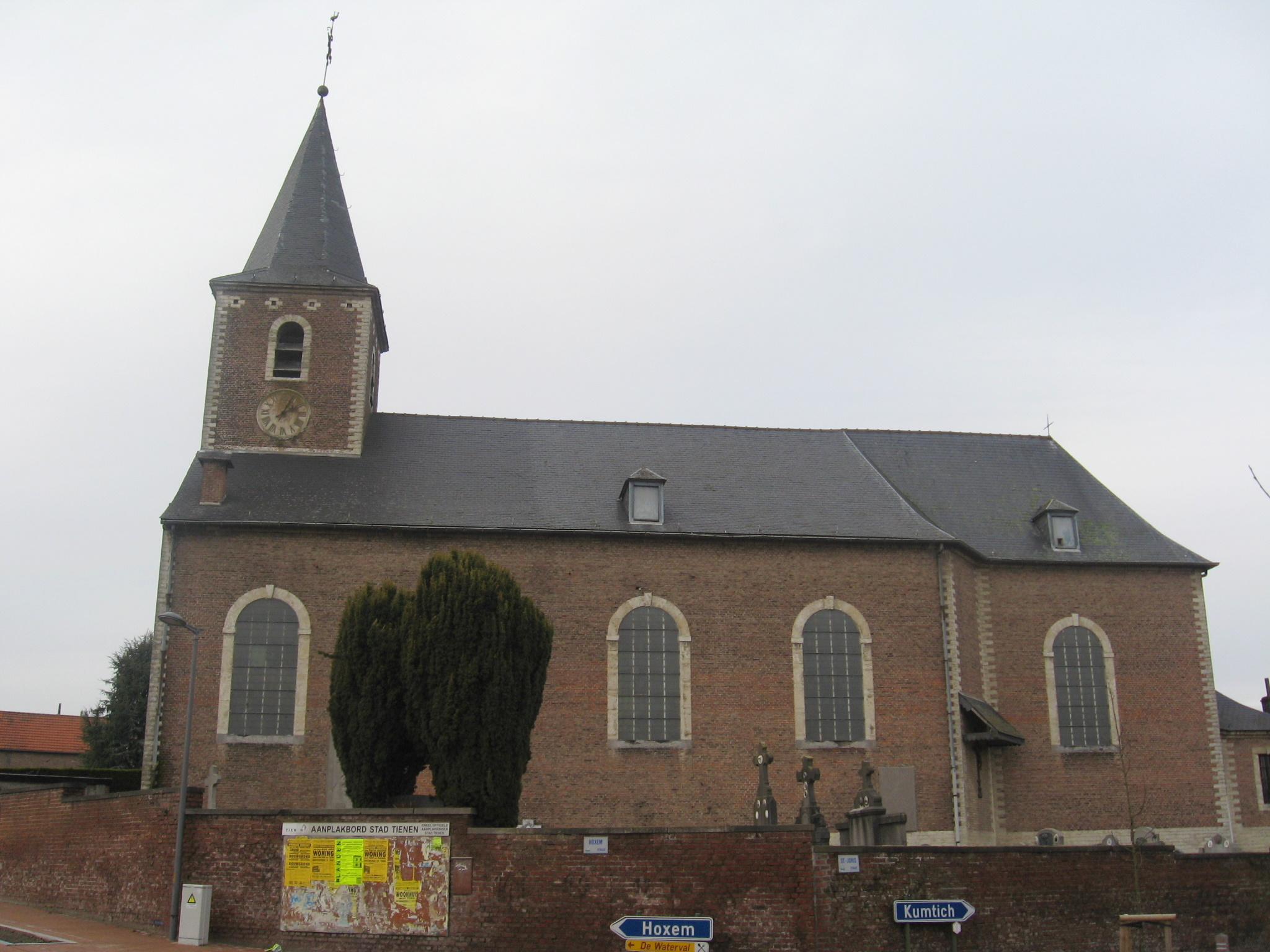
Sint-Joriskerk

## Toponymie
In 1095 ontslaat Gualcherus, bisschop van Kamerijk, de kerk te Kortenberg uit de bisschoppelijke jurisdictie. De akte is mede ondertekend door Boudewijn van Oorbeek, in het Latijn (Signum) Balduini de Orbecca. Deze attestatie bevat de oudste vorm van Oorbeek en noemt tevens de oudst bekende inwoner.
Twee verklaringen voor de naam Oorbeek zijn mogelijk. Het element oor kan oeros betekenen. Oorbeek, "beek waaraan oerossen kwamen drinken" is aannemelijk, wegens de thans verdwenen twee poelen in het dorp. Anderzijds is het aantrekkelijk om het eerste lid te verbinden met een verloren gegaan woord oer dat kiezelhoudend zand betekent. Oorbeek zou dan zoveel betekenen als "modderig beekje".
Het tweede lid beek is door i-umlaut ontstaan uit Germaans baki. Dezelfde naam, maar met Romaanse evolutie, vinden we in Orbais. Door assibilatie van k voor i, in de 4de-5de eeuw, ontstond de vorm op -bais. In het Germaans gebleven deel zorgde de i-umlaut in de 8ste eeuw voor de overgang van baki naar beki, met verdere evolutie naar beke en beek.

## Geschiedenis
Op 1 januari 1971 werd Oorbeek, samen met Bost, bij de stad Tienen gevoegd. Oorbeek telde toen 352 inwoners. In ditzelfde jaar waren ook Kumtich en Vissenaken tot één gemeente samengesmolten. Op 1 januari 1977 werd Groot-Tienen gevormd uit de gemeente Tienen (Tienen + Bost + Oorbeek), Kumtich-Vissenaken, Sint-Margriet Houtem, Oplinter, Hakendover, Goetsenhoven, een klein deel van Bunsbeek en van Hoegaarden. Als grens tussen Tienen en Hoegaarden werd de snelweg E5 (nu E40) genomen. Hierdoor ging Groot-Overlaar naar Tienen. Anderzijds werden er delen van Kumtich, Oorbeek, Bost en Goetsenhoven bij Hoegaarden gevoegd. Oorbeek verloor meer dan een kwart van zijn grondgebied aan Hoegaarden.

## Geografie

### Administratieve indeling
Oorbeek is een deelgemeente van de stad Tienen. Deze behoort op haar beurt tot het kieskanton Tienen, het arrondissement Leuven en de provincie Vlaams-Brabant. Op juridisch gebied behoort het dorp tot het gerechtelijk kanton Tienen, het gerechtelijk arrondissement Leuven en het gerechtelijk gebied Brussel.

## Bezienswaardigheden
- De Sint-Joriskerk
- De Sint-Lambertuskerk in Overlaar
- Het Kasteel van Oorbeek

## Natuur en landschap
Oorbeek ligt in Haspengouw op een hoogte van 45-100 meter.

## Demografische ontwikkeling
- Bronnen:NIS, Opm:1831 tot en met 1970=volkstellingen; 1976 = inwoneraantal op 31 december

## Verkeer en vervoer
De E40 loopt door het dorp, maar Oorbeek heeft geen op- of afrit aan deze autosnelweg. Andere belangrijke wegen in het dorp zijn de Oorbeeksesteenweg, die het dorp verbindt met Tienen, en de Waversesteenweg die via Meldert naar Bevekom leidt. Ook spoorlijn 39 tussen Brussel en Luik passeert het dorp; er is echter geen spoorwegstation. Voor wandelaars is er de Orbecca wandelroute.

## Nabijgelegen kernen
Tienen, Kumtich, Hoksem, Meldert